# Ariphrades
Ariphrades är ett släkte av fjärilar. Ariphrades ingår i familjen nattflyn.
Kladogram enligt Catalogue of Life:
| Ariphrades | \| \| Ariphrades plumigera \| \| \| \| \| \| Ariphrades setula \| \| \| \| |
|            | \| \| Ariphrades plumigera \| \| \| \| \| \| Ariphrades setula \| \| \| \| |
|            | Ariphrades plumigera                                                       |
|            |                                                                            |
|            | Ariphrades setula                                                          |
|            |                                                                            |